# یوشیتاکا آساما
یوشی‌تاکا آساما (به ژاپنی: 朝間 義隆 あさま よしたか)؛ ۲۹ ژوئن ۱۹۴۰ (−۸۴ سال) یک فیلم‌نامه‌نویس و کارگردان سینما اهل ژاپن بود.
از فیلم‌ها یا برنامه‌های تلویزیونی که وی در آن به عنوان فیلم‌نامه‌نویس نقش داشته‌است می‌توان به ۴۸ قسمت اوتوکو وا تسورای یو （۱۹۶۹–۱۹۹۵） اشاره کرد.